# Down in New Orleans
"Down in New Orleans" é uma canção de jazz composta por Randy Newman e interpretada por Dr. John para o filme The Princess and the Frog (2009). Como reconhecimento, foi nomeada ao Oscar 2010 na categoria de Melhor Canção Original.